# Rockingham 500 2002
Rockingham 500 2002 var ett race som var den femtonde deltävlingen i CART World Series 2002. Racet kördes den 14 september på Rockingham Motor Speedway i Corby, Storbritannien. Dario Franchitti tog en uppskattad hemmaseger, medan Cristiano da Mattas andraplats i stort sett garanterade honom mästerskapstiteln, även om loppets femma Bruno Junqueira fortfarande hade en teoretisk chans att vinna totalt.

## Slutresultat
| Plats | Förare               | Team                | Grid | Kvaltid |
| ----- | -------------------- | ------------------- | ---- | ------- |
| 1     | Dario Franchitti     | Team KOOL Green     | 5    | 25,001  |
| 2     | Cristiano da Matta   | Newman/Haas Racing  | 3    | 24,954  |
| 3     | Patrick Carpentier   | Forsythe Racing     | 10   | 25,182  |
| 4     | Oriol Servià         | Patrick Racing      | 14   | 25,292  |
| 5     | Bruno Junqueira      | Chip Ganassi Racing | 6    | 25,003  |
| 6     | Tora Takagi          | Walker Racing       | 4    | 24,958  |
| 7     | Jimmy Vasser         | Team Rahal          | 13   | 25,260  |
| 8     | Kenny Bräck          | Chip Ganassi Racing | 1    | 24,908  |
| 9     | Darren Manning       | Dale Coyne Racing   | 17   | 25,441  |
| 10    | Michael Andretti     | Team Motorola       | 2    | 24,928  |
| 11    | Michel Jourdain Jr.  | Team Rahal          | 19   | 25,616  |
| 12    | Scott Dixon          | Chip Ganassi Racing | 16   | 25,364  |
| 13    | Mario Domínguez      | Herdez Competition  | 18   | 25,592  |
| 14    | Adrián Fernández     | Fernández Racing    | 11   | 25,228  |
| 15    | Tony Kanaan          | Mo Nunn Racing      | 8    | 25,048  |
| 16    | Shinji Nakano        | Fernández Racing    | 15   | 25,300  |
| 17    | Christian Fittipaldi | Newman/Haas Racing  | 12   | 25,251  |
| 18    | Alex Tagliani        | Forsythe Racing     | 9    | 25,158  |
| 19    | Paul Tracy           | Team KOOL Green     | 7    | 25,034  |